# التقولا
التقولا، قرية في ولاية جنوب كردفان بالسودان. تشتهر التقولا بمناجم الذهب التي تستخدم مادة السيانيد السامة في استخراجها. كما شهدت القرية احتجاجات وصراعات في المنطقة تتعلق بأنشطة التعدين.

## التاريخ
في مارس 2017، احتجاجًا على استخدام السيانيد ، قام سكان تلودي بولاية جنوب كردفان بإضرام النار في مصنع التقولا لاستخلاص الذهب ومعداته، على الرغم من تواجد قوات الاحتياطي المركزي، وفر عمال المصنع من الموقع.
في يوليو 2017، لجأ السكان الذين يعيشون بالقرب من مناجم الذهب في الليري وكالوجي وتلودي، إلى القوات المسلحة السودانية طلبًا للحماية، محتجين أمام حامية تلودي. كما وردت تقارير عن احتجاجات ضد استخدام السيانيد في عملية استخراج الذهب بسبب طبيعته شديدة السمية وتأثيره البيئي المحتمل.
في أكتوبر 2019، هاجمت قوات الدعم السريع منجم التقولا، واعترضت ناشطين كانوا يجمعون أدلة على استخدام المواد المضرة بالصحة في التعدين. وأطلقت القوات النار بشكل عشوائي، ما أدى إلى وقوع إصابة تم نقلها إلى مستشفى تلودي وإجبار العمال على الفرار، كما قامت القوات بنهب السوق وإضرام النيران في بعض المواقع واعتقال 6 أشخاص قبل أن تهرب القوات، ولم يصل الجيش إلا بعد فرارها. وعقب الحادث، تمكنت لجنة مشتركة من القوات المسلحة السودانية ولجان مكافحة التنقيب عن الذهب بمحلية تلودي، من إطلاق سراح 14 شخصا كانوا محتجزين لدى قوات الدعم السريع بمنجم التقولا. ووُضِع المعتقلين في حاوية مغلقة كمركز احتجاز مؤقت، حسب ما ورد.
في يونيو 2022، اعتقلت قوة من الجيش السوداني 3 من عمال المناجم من أنقارتو في التقولا أثناء عودتهم من مناطق سيطرة الحركة الشعبية لتحرير السودان - الشمال، وتم احتجازهم لمدة 9 أيام، قبل إطلاق سراحهم بعد مصادرة أموالهم، وأُمِروا بمغادرة المدينة فوراً.
خلال نزاع السودان الذي بدأ في 15 أبريل 2023، هاجمت الحركة الشعبية لتحرير السودان - الشمال بقيادة عبد العزيز الحلو حامية القوات المسلحة السودانية في التقولا. وسيطرت الحركة على الحامية والمنطقة منذ يوليو.